# Clinoptilolite
Clinoptilolite è un termine generico per indicare un sottogruppo di minerali appartenenti al gruppo delle zeoliti con composizione chimica generale M3-6(Si30Al6)O72 • 20(H2O), dove M può essere calcio (Ca), potassio (K) o sodio (Na). Si possono pertanto avere tre specie di clinoptilolite: 
- clinoptilolite-Ca – simbolo IMA: Cpt-Ca[10]
- clinoptilolite-K – simbolo IMA: Cpt-K[10]
- clinoptilolite-Na – simbolo IMA: Cpt-Na[10]

Da un punto di vista chimico, si tratta di alluminosilicati contenenti acqua con calcio, potassio o sodio come cationi connettivi. Tutte le clinoptiloliti appartengono strutturalmente ai tectosilicati.

## Etimologia e storia
La clinoptilolite è stata chiamata in questo modo in riferimento al minerale correlato ptilolite (oggi chiamato mordenite) e alla sua posizione assiale inclinata in contrasto con essa, dalla parola greca κλίνειν ('klinein', inclinazione), oltre che dalle parole πτίλον ('ptìlon', piuma, foglia) per la sua facile sfaldabilità e λίθος ('lìthos', pietra, minerale).
La clinoptilolite fu scoperta per la prima volta sulle Hoodoo Mountain nella contea di Park (Wyoming, Stati Uniti) e descritta nel 1923 da Waldemar Theodore Schaller. Poiché in seguito analisi più dettagliate hanno rivelato che la clinoptilolite non era un singolo minerale, ma una serie mista con membri terminali molto strettamente correlati, è stata ridefinita nel 1997/98 e indicata come clinoptilolite-Ca, clinoptilolite-K e clinoptilolite-Na nel corso di una revisione generale della nomenclatura delle zeoliti. Da allora, questi minerali sono stati inseriti nella "List of Minerals and Mineral Names" regolarmente pubblicata dall'Associazione Mineralogica Internazionale (IMA).
Il campione tipo per la clinoptilolite-K è conservato nella Collezione Mineralogica del Museo di storia naturale di Londra. Per la clinoptilolite-Ca e la clinoptilolite-Na, non è stato definito alcun campione tipo o non è stata documentata alcuna posizione di stoccaggio.

## Classificazione
Nella Sistematica dei lapis (Lapis-Systematik) di Stefan Weiß ai minerali ora individuali clinoptilolite-Ca, clinoptilolite-K e clinoptilolite-Na sono stati assegnati i numeri di sistema e minerali VIII/J.23-022, VIII/J.23-020 e VIII/J.23-018. Ciò corrisponde alla classe dei "silicati" e quindi alla sottoclasse dei "tectosilicati", dove clinoptilolite-Ca, clinoptilolite-K e clinoptilolite-Na insieme a barrerite, brewsterite-Ba, brewsterite-Sr, epistilbite, goosecreekite, heulandite-Ba, heulandite-Ca, heulandite-K, heulandite-Na, heulandite-Sr, stellerite, stilbite-Ca e stilbite-Na, con le quali forma il sistema nº VIII/J.23.
La nona edizione della sistematica minerale secondo Strunz, che è stata aggiornata l'ultima volta dall'IMA nel 2009, classifica le clinoptiloliti nella classe "9. Silicati (germanati)" e nella sottoclasse "9.G Tettosilicati con H2O zeolitica; famiglia della zeolite"; questa è ulteriormente suddivisa in base alla struttura del minerale e alla presenza di acqua, in modo tale che le clinoptiloliti possano essere trovate nella sezione "9.GE Catene di tetraedri T10O20", dove insieme a heulandite-Ba, heulandite-K, heulandite-Na, heulandite-Sr e heulandite-Ca forma il sistema nº 9.GE.05.
Tale classificazione viene mantenuta anche nell'edizione successiva, proseguita dal database "mindat.org" e chiamata Classificazione Strunz-mindat.
Anche la sistematica dei minerali secondo Dana, che viene utilizzata principalmente nel mondo anglosassone, classifica le clinoptiloliti nella classe dei "silicati" e lì nella sottoclasse dei "tectosilicati: gruppo zeolitico". Qui si possono trovare insieme alle heulanditi, alle stilbiti, barrerite e stellerite nel "gruppo dell'heulandite e specie affini" con il numero di sistema 77.01.04.

## Abito cristallino
Tutte le clinoptiloliti cristallizzano nel sistema monoclino nel gruppo spaziale C2/m (gruppo nº 12), ma differiscono leggermente nei loro parametri reticolari:
| Minerale          | Parametri reticolari                             | Unità di formula (Z) | Volume di cella (V) |
| ----------------- | ------------------------------------------------ | -------------------- | ------------------- |
| clinoptilolite-Ca | a = 17,66 Å, b = 17,96 Å, c = 7,40 Å, β = 116,5° | 1                    | 2101,39 Å³          |
| clinoptilolite-K  | a = 17,69 Å, b = 17,90 Å, c = 7,41 Å, β = 116,5° | 1                    | 2099,57 Å³          |
| clinoptilolite-Na | a = 17,63 Å, b = 17,95 Å, c = 7,40 Å, β = 116,3° | 1                    | 2099,51 Å³          |

## Tipi di clinoptilolite
Le clinoptiloliti differiscono per il membro terminale, che può essere calcio, potassio o sodio; pertanto esistono alcune differenze tra i vari tipi di clinoptiloliti, mentre altre caratteristiche rimangono comuni.
Tra le differenze, oltre ai parametri reticolari, si può annoverare il colore, che va dal bianco all'arancio pallido per la clinoptilolite-Ca, da incolore a bianco al rossastro per la clinoptilolite-K e da incolore a bianco, arancione chiaro, grigio-rosa chiaro, marroncino chiaro per la clinoptilolite-Na.
Caratteristiche comuni di tutte e tre le clinoptiloliti sono la durezza Mohs compresa tra 3,5 e 4 e la densità compresa tra 2,1 e 2,2 g/cm³. A dispetto dei loro colori differenti, il colore dello striscio delle clinoptiloliti è bianco.

## Origine e giacitura
La clinoptilolite è di origine sedimentaria e si forma principalmente da depositi vulcanici come tufi o vetri vulcanici. Più raramente, la clinoptilolite si osserva anche nelle cavità di altre rocce vulcaniche, tra cui basalti, andesiti o rioliti.

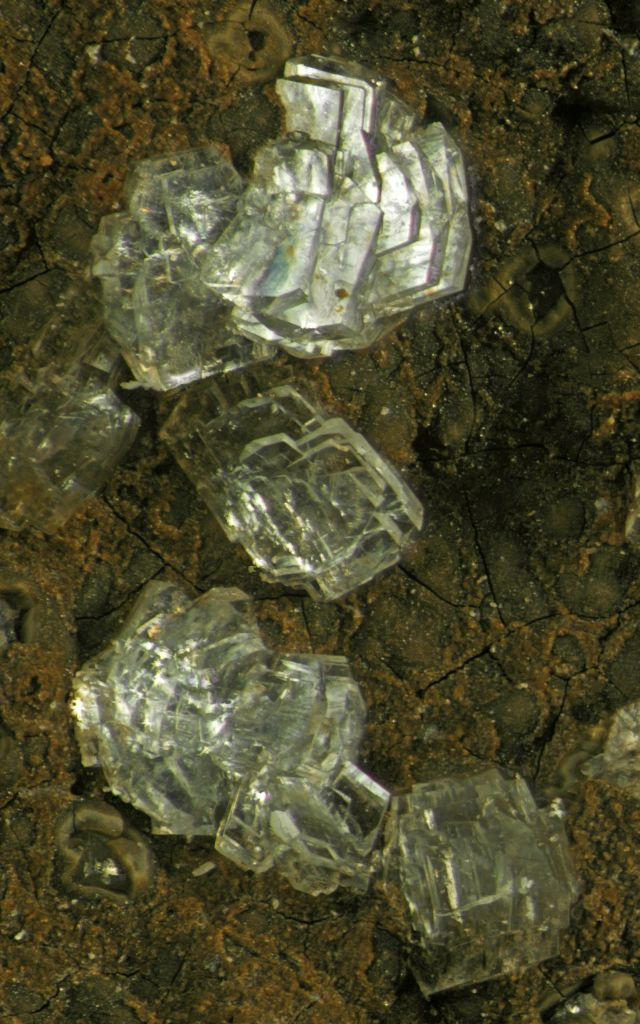
Clinoptilolite-Ca da Cape Lookout (Oregon), contea di Tillamook, Oregon, Stati Uniti (dimensione dell'aggregato superiore ~1,25 mm)
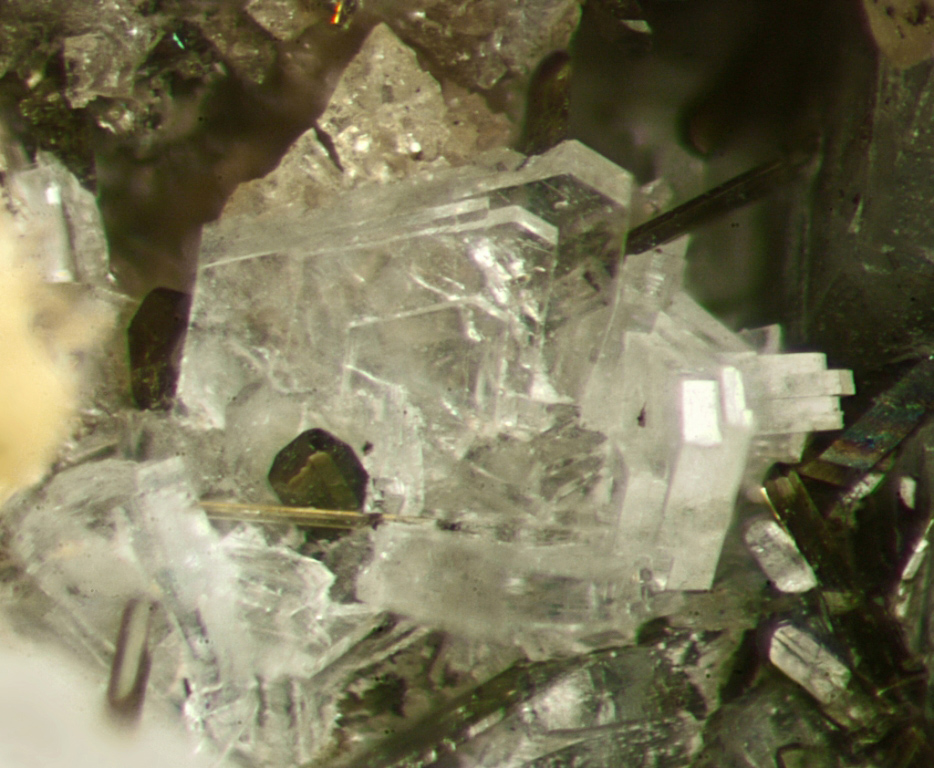
Clinoptilolite-K dalla cava "Poudrette", Monte Saint-Hilaire, Canada (campo visivo: 1,6 × 1,3 mm)
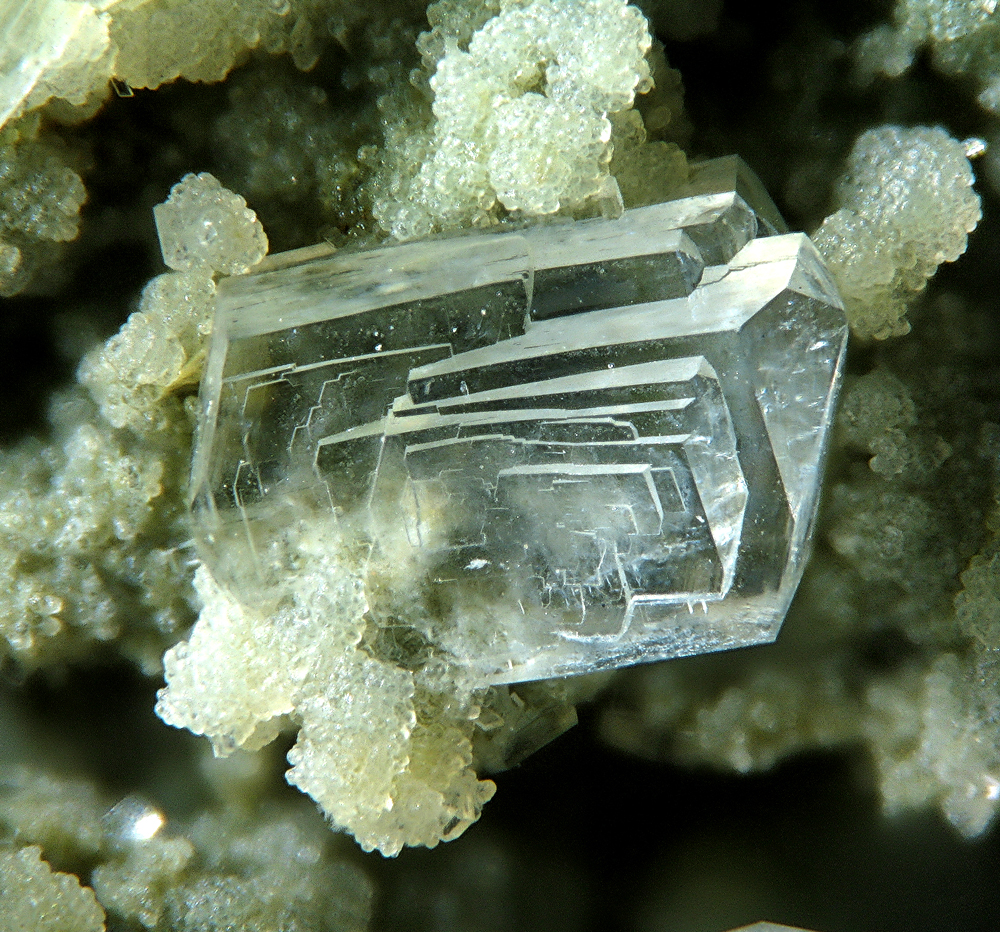
Clinoptilolite-Na da Rodalquilar, Almería, Andalusia, Spagna (campo visivo: 2,5 mm)
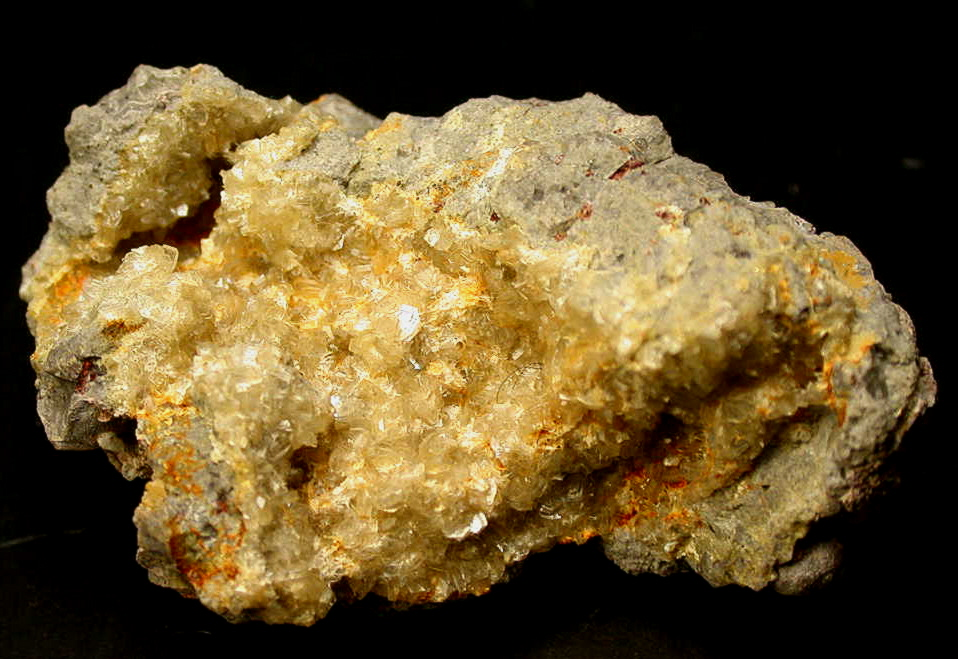
Clinoptilolite e mordenite da Succor Creek, Malheur Co., Oregon, USA (dimensioni: 5,5 × 3,7 cm)
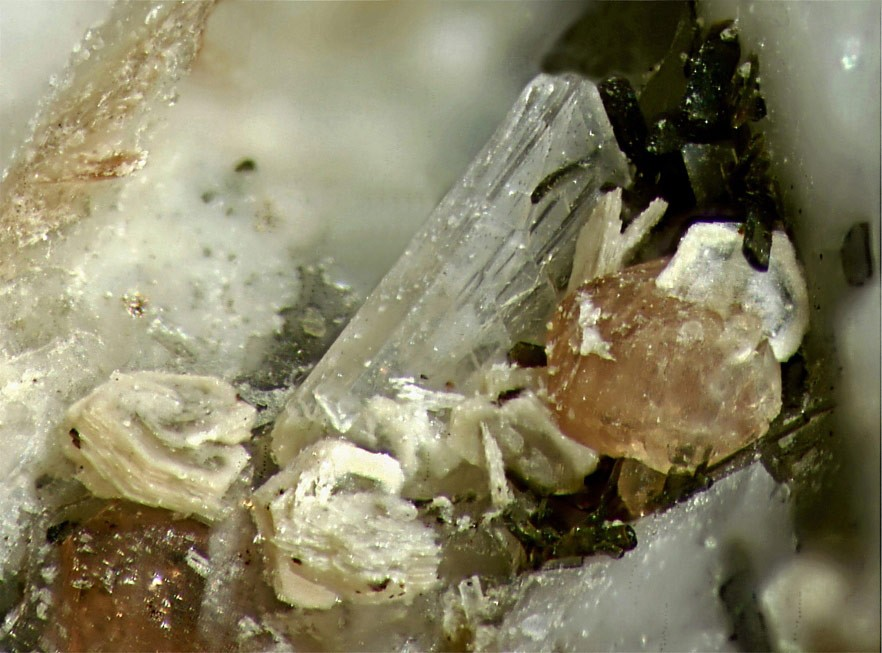
Clinoptilolite-K (incolore), cabasite-Ca (color crema) ed eudialite (rossastra) dalla cava di "Poudrette" (campo visivo: 3,2 × 2,3 mm)

Importanti siti di clinoptilolite si trovano in Ucraina (negli oblast' di Kirovohrad e della Transcarpazia), Australia (nel Nuovo Galles del Sud e nello Stato di Victoria), Cina (nel Gansu, Hebei, Heilongjiang e nello Xinjiang, solo per citarne alcuni) e moltissimi negli Stati Uniti, dove sono anche di grande interesse economico. Presenza locale di clinoptilolite può essere trovata a Röhrnbach, Maroldsweisach, Windischeschenbach (in Baviera), a Mühltal e a Ortenberg (in Assia), a Reichweiler (Renania-Palatinato), tutti in Germania.
In Italia la clinoptilolite è stata trovata a Capranica (Lazio); a Valdieri e a Crodo (Piemonte); ad Asuni, Senis e nell'Anglona (Sardegna); sull'Alpe di Siusi, a Campitello di Fassa e a Mazzin (Trentino-Alto Adige); nella valle dell'Ugione (Toscana); a Torrebelvicino (Veneto).
Altri numerosi siti sono sparsi in tutto il mondo.

## Utilizzi
Grazie al suo effetto come setaccio molecolare, la clinoptilolite ha molte applicazioni, tra cui come additivo per materiali da costruzione, come aggregato in orticoltura, come additivo per mangimi per animali, come additivo nei prodotti per la casa, come essiccante e nella tecnologia ambientale.
La clinoptilolite è stata utilizzata su larga scala durante il disastro nucleare di Černobyl'. Lì, il minerale è stato utilizzato da un lato come scambiatore di ioni negli impianti di depurazione utilizzati per il trattamento delle acque reflue contaminate radioattivamente. D'altra parte, la clinoptilolite è stata aggiunta ai mangimi per il bestiame al fine di legare ed espellere cationi radioattivi come il cesio-137 come scambiatore di ioni nell'area digestiva.
La clinoptilolite è venduta all'interno dell'Unione Europea come dispositivo medico ed è collegata a effetti curativi scientificamente non provati; non è inoltre approvato come integratore alimentare a causa del regolamento sui nuovi alimenti. In Germania nel dicembre 2011 la clinoptilolite è stata quindi registrata dall'Ufficio federale per la protezione dei consumatori e la sicurezza alimentare (BVL) con il numero di allerta rapida "2011/1849" come nuovo ingrediente alimentare non autorizzato negli integratori alimentari.

## Forma in cui si presenta in natura
Le clinoptiloliti di solito sviluppano cristalli tabulari con una lucentezza simile al vetro sulle superfici. Tuttavia, il minerale si presenta anche sotto forma di aggregati a grana fine o massicci. In forma pura, le clinoptiloliti sono incolori e trasparenti. Tuttavia, a causa della rifrazione multipla della luce dovuta a difetti di costruzione del reticolo o alla formazione policristallina, possono anche apparire bianchi e assumere un colore da bianco-giallastro a bianco-rossastro a causa di miscele estranee, per cui la trasparenza diminuisce di conseguenza.